# Domänhack
Ett domänhack (en: domain hack) är en webbdomän, vars namn utgör ord när man lägger ihop delarna som står mellan punkterna. Exempel på detta är del.icio.us ("delicious") och Studera.nu ("studera nu"). Ofta används landsdomäner för webbsidor som inte har med landet att göra, men där landet tjänar pengar på sidan, till exempel sådana med .nu som är för ön Niue i Stilla Havet.